# Kumiko, the Treasure Hunter
Kumiko, the Treasure Hunter es una película dramática estadounidense de 2014 coescrita y dirigida por David Zellner y protagonizada por Rinko Kikuchi. La trama está basada en la leyenda urbana surgida a partir de la muerte de Takako Konishi en 2001, de quien los medios informaron que había muerto de hipotermia en las afueras de Detroit Lakes (Minnesota), mientras buscaba el dinero del rescate enterrado en la nieve en la película Fargo (1996). En realidad, Konishi se había suicidado.

## Argumento
Kumiko es una oficinista de veintinueve años que vive en completa soledad en Tokio. Tiene un empleo desagradable y sin futuro con un jefe a quien detesta, se siente intimidada por sus adinerados padres y agobiada por su dominante madre, quien la presiona para que encuentre un hombre para casarse. Sus únicas satisfacciones en su vida provienen de su mascota, un conejo llamado Bunzo, y una copia en VHS de la película Fargo, que encontró en una apartada cueva en la costa. Convencida de que la película está basada en una historia real, Kumiko se obsesiona con una escena en la cual un personaje interpretado por Steve Buscemi entierra un maletín lleno de dinero a lado de una carretera nevada. Kumiko comienza a tomar notas mientras observa la desgastada cinta. Posteriormente, intenta robar un atlas de la biblioteca, pero es descubierta por el guardia de seguridad, quien se apiada de ella y le permite llevarse la página de Minnesota.
Con la amenaza de un nuevo empleado más joven que podría tomar su puesto de trabajo y mayor presión por parte de su madre, Kumiko abandona a Bunzo en un tren y se toma un avión a Minneapolis utilizando la tarjeta de crédito de su jefe. Usando un mapa cosido a mano y con un espíritu soñador, se embarca en un viaje sobre el Pacífico y a través de las llanuras de Minnesota para encontrar la fortuna. Una vez ahí, se encuentra rápidamente poco preparada para el duro invierno, con una débil comprensión del inglés y —con la tarjeta cancelada— sin fondos.

## Reparto
- Rinko Kikuchi como Kumiko.
- Nobuyuki Katsube como Sakagami.
- Shirley Venard como la señora mayor.
- David Zellner como Policía.
- Nathan Zellner como Robert.
- Kanako Higashi como Michi.
- Ayaka Onishi como Chieko.
- Mayuko Kawakita como Señora Kanazaki.
- Yumiko Hioki como la madre de Kumiko.
- Brad Prather como Brad.

## Estreno
Kumiko, the Treasure Hunter se estrenó el 20 de enero de 2014 en el Festival de Cine de Sundance, dentro de la US Dramatic Competition. Más tarde se proyectó en el Festival Internacional de Cine de Berlín el 8 de febrero de 2014. Además formó parte de otros festivales como South by Southwest, BamCinemaFest, Maryland Film Festival, Festival Internacional de Cine de Karlovy Vary y Festival de Cine de Sídney.

## Recepción

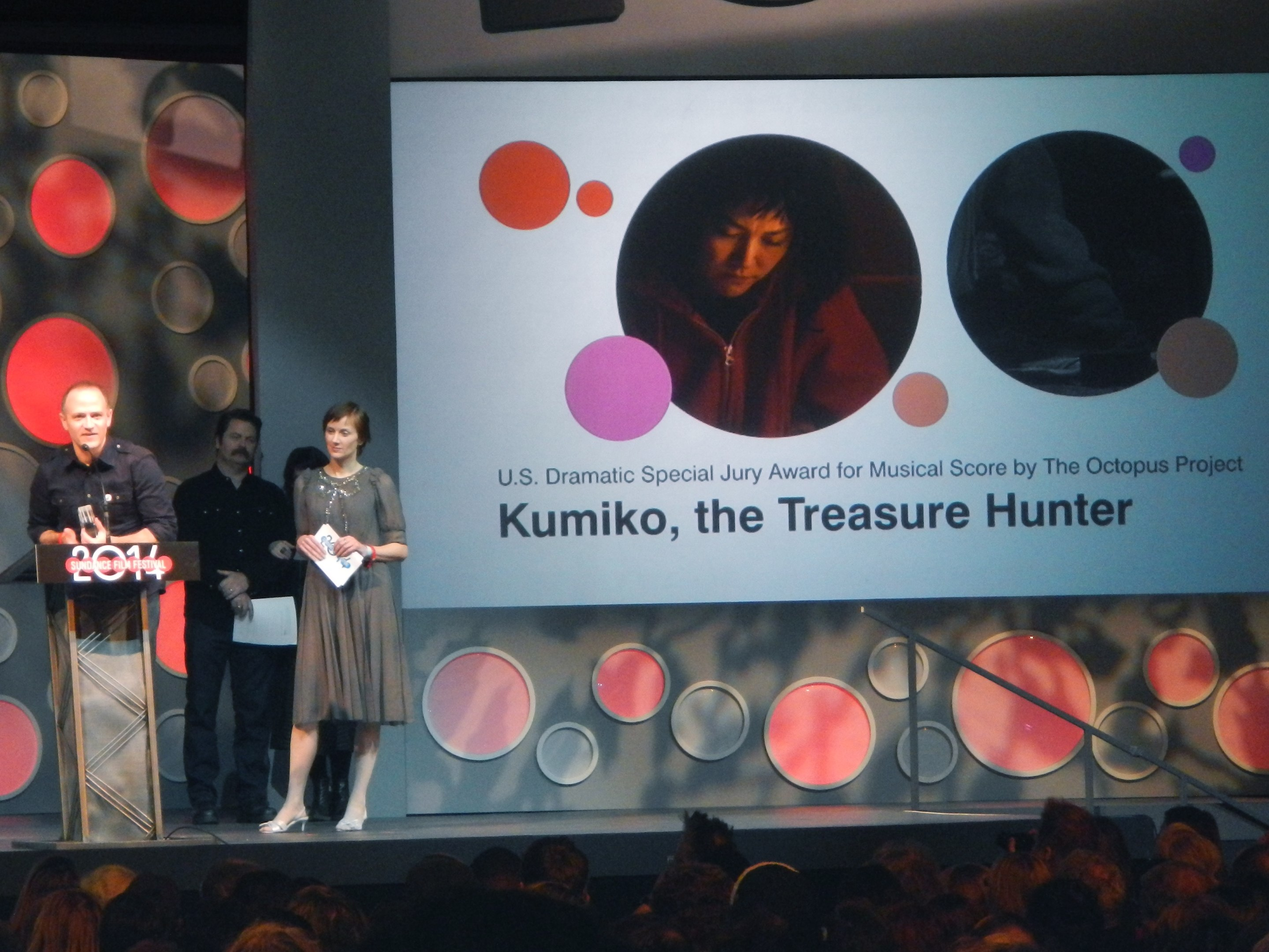
La banda The Octopus Project ganó el U.S. Dramatic Special Jury Award por la banda sonora en el Festival de Cine de Sundance.

La película recibió críticas muy positivas durante su estreno en el Festival de Cine de Sundance. El sitio que recopila reseñas Rotten Tomatoes le dio un puntaje de 87% basado en 126 críticas, con un promedio de 7,2 sobre 10. Metacritic le dio un puntaje de 68 sobre 100 basado en 31 reseñas.
Scott Foundas, en su reseña para Variety, la criticó positivamente escribiendo: «Una encantadora fábula sobre un tesoro enterrado y una obsesión por una película» y agregó que «en cada giro, podemos percibir que sucede detrás de los tristes ojos de Kumiko; Kikuchi nos arrastra profundamente dentro de su mundo». Todd McCarthy de The Hollywood Reporter llamó a la película «un trabajo de excentricidad rigurosamente disciplinada, Kumiko, the Treasure Hunter es a la vez totalmente accesible pero atractiva solo para un público enrarecido pronto para captar su estrecho sentido del humor». Eric Kohn de IndieWire elogió el filme y dijo que «mostrando un complejo tono de tragedia y ánimo al mismo tiempo, Kumiko, the Treasure Hunter celebra tanto el poder escapista de las fantasías personales como también da testimonio de sus peligrosos extremos. Es un raro caso de una trama que es inspiradora y devastadora al mismo tiempo». David Ehrlich de Film.com le dio una calificación de 9,1 sobre 10 y dijo que «es una de las mejores películas que haya sido estrenada en Sundance».

## Premios
| Año  | Premio                                                       | Categoría                                             | Receptor(es)                 | Resultado |
| ---- | ------------------------------------------------------------ | ----------------------------------------------------- | ---------------------------- | --------- |
| 2014 | Festival de Cine de Sundance                                 | U.S. Grand Jury Prize: Drama                          | David Zellner                | Nominado  |
| 2014 | Festival de Cine de Sundance                                 | U.S. Dramatic Special Jury Award: Banda sonora        | The Octopus Project          | Ganador   |
| 2014 | Fantasia International Film Festival                         | Mejor director                                        | David Zellner                | Ganador   |
| 2014 | Little Rock Film Festival                                    | Mejor largometraje - Golden Rock Narrative Award      | David Zellner                | Ganador   |
| 2014 | Nantucket Film Festival                                      | Showtime Tony Cox Award - Mejor guion de largometraje | David Zellner Nathan Zellner | Ganador   |
| 2014 | Festival Internacional de Cine de Las Palmas de Gran Canaria | Premio del público - Mejor película                   | David Zellner                | Ganador   |
| 2014 | Festival Internacional de Cine de Las Palmas de Gran Canaria | Mención especial del jurado                           | David Zellner                | Ganador   |
| 2014 | Festival de Cine de Sídney                                   | Mejor película                                        | David Zellner                | Nominado  |
| 2014 | Independent Spirit Awards                                    | Mejor director                                        | David Zellner                | Nominado  |
| 2014 | Independent Spirit Awards                                    | Mejor actriz                                          | Rinko Kikuchi                | Nominada  |
| 2015 | Crested Butte Film Festival                                  | Mejor película narrativa                              | David Zellner                | Ganador   |